# Fatausi
Fatausi ist ein Dorf an der Ostküste der Insel Savaiʻi in Samoa.

## Geographie
Das kleine Dorf liegt zwischen den Dörfern Fogapoa im Norden und dem größeren Dorf Fusi im Süden. Diese drei Dörfer gehören zusammen mit dem Dorf Tuasivi im Norden zum traditionellen Verband Safotulafai, einem Gebiet mit großer historischer, kultureller und politischer Bedeutung. Sie sind die Hauptorte des Bezirks (itūmālō) Faʻasaleleaga einer wichtigen Malietoa-Einheit. Unter anderem war das Gebiet Ausgangspunkt der 'Mau a Pule'-Widerstandsbewegung gegen die Kolonialherrschaft. Später entwickelte sich die nationale Mau-Bewegung, unter der Samoa 1962 die Unabhängigkeit erlangte.
Im Westen erhebt sich der Hügel Mount Misimala.

## Kultur
Im Ort gibt es eine Kirche der Congregational Christian Church of Samoa (EFKS/CCCS Fatausi).

## Klima
Das Klima ist tropisch heiß, wird jedoch von ständig wehenden Winden gemäßigt. Ebenso wie die anderen Orte von Samoa wird Fatausi gelegentlich von Zyklonen heimgesucht.